# Dama czerwonobrzucha
Dama czerwonobrzucha (Lorius domicella) – gatunek średniej wielkości ptaka z rodziny papug wschodnich (Psittaculidae). Nie wyróżnia się podgatunków.

## Zasięg występowania
Damy czerwonobrzuche zamieszkują południowe Moluki, a dokładniej wyspy Seram i Ambon. Występują na obszarze o powierzchni 27 300 km².

## Charakterystyka
Dama czerwonobrzucha mierzy około 28 cm oraz waży 235 g. Samce i samice wyglądają podobnie. W ubarwieniu dominuje czerwień. Czoło i wierzch głowy są czarne, tył głowy jest fioletowy. Na górnej piersi widać żółty pasek. Skrzydła są zielone, uda ciemnoniebieskie. Dziób i oczy są pomarańczowe.

## Pożywienie
Damy czerwonobrzuche żywią się owocami, nektarem i pyłkiem kwiatów.

## Rozród
Samica składa 2 jaja, które wysiaduje przez 24–26 dni. Młode opuszczają gniazdo po około 11 tygodniach.

## Status i ochrona
Międzynarodowa Unia Ochrony Przyrody (IUCN) od 2012 r. uznaje damę czerwonobrzuchą za gatunek zagrożony (EN – Endangered). Wcześniej, od 1994 r. była klasyfikowana jako gatunek narażony (VU – Vulnerable), a od 1988 r. – zagrożony (T – Threatened). Liczbę dojrzałych osobników na wolności szacuje się na 1000–2499, a trend liczebności uznawany jest za malejący. Zagrożenie dla tego gatunku stanowi handel dzikimi ptakami oraz wycinanie drzew.
Gatunek wymieniony jest w II załączniku CITES, od 1972 r. jest chroniony przez prawo indonezyjskie.